# Батумський провулок (Київ)
Бату́мський прову́лок — зниклий провулок, що існував у Московському районі (нині — Голосіївський) міста Києва, місцевість Ширма. Пролягав від Батумської до Козацької вулиці.

## Історія
Провулок виник у середині XX століття під назвою 758-ма Нова вулиця. Назву Батумський провулок отримав у 1950-ті роки. Офіційно ліквідований 1977 року.